# Ateleopus tanabensis
Ateleopus tanabensis är en fiskart som beskrevs av Tanaka, 1918. Ateleopus tanabensis ingår i släktet Ateleopus och familjen Ateleopodidae. Inga underarter finns listade.